# Autoportrét v kožichu
Autoportrét v kožichu nebo též Autoportrét ve věku dvacet osm let je deskový obraz německého renesančního umělce Albrechta Dürera. Obraz namaloval počátkem roku 1500, těsně před svými 29. narozeninami, a je posledním z jeho tří autoportrétů. Pozoruhodný je především svou podobností s mnoha dobovými vyobrazeními Ježíše Krista.
Historici umění jej považují za nejosobnější, nejikoničtější a nejkomplexnější z jeho autoportrétů a všímají si především podobností s konvencemi náboženské malby, včetně jeho symetrie, tmavých tónů a způsobu, jakým umělec přímo konfrontuje diváka a zvedá ruce ke středu hrudi, jako by mu žehnal.

## Dílo

### Popis

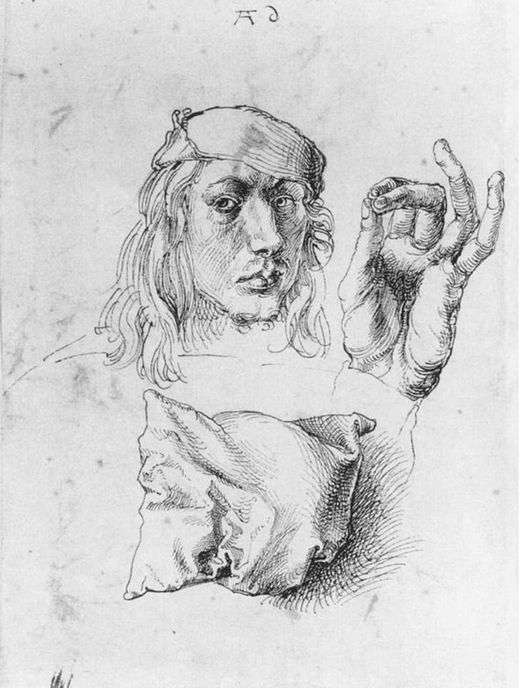
Autoportrét s náčrtem ruky a polštáře, kresba z let 1491-92. Tato studie k Autoportrétu s bodlákem, který je nyní v Louvru, byla provedena na rubu tohoto plátna. Za pozornost stojí podobnost v postavení umělcových prstů, ačkoli na této kresbě ukazuje spíše levou než pravou ruku.

Dle francouzského publicisty a historika Marcela Briona má Dürerova tvář jakousi „nepružnost a neosobní důstojnost masky, která v sobě skrývá neklidný zmatek úzkosti a vášně“. Svou přímočarostí a zjevnou konfrontací s divákem se tento autoportrét nepodobá žádnému z jeho předchozích. Je poloprofilový, čelní a vysoce symetrický; absence konvenčního pozadí zdánlivě představuje Dürera bez ohledu na čas a místo. Umístění nápisů v tmavých polích po obou stranách portrétu je prezentováno tak, jako by se Dürer vznášel v prostoru, což zdůrazňuje, že portrét má vysoce symbolický význam. Ponuré nálady je dosaženo použitím hnědých tónů na pozadí prosté černé barvy. Lehkost doteků a tónů, která byla patrná na jeho předchozích dvou autoportrétech, byla nahrazena mnohem introvertnějším a složitějším zobrazením.
V roce 1500 byla frontální póza pro světský portrét výjimečná. V Itálii končila konvenční móda portrétů z profilu, jež byla nahrazována pohledem ze tří čtvrtin, který byl v severní Evropě uznávanou pózou přibližně od roku 1420 a který Dürer použil na svých dřívějších autoportrétech. Zcela frontální pózy zůstávaly i nadále neobvyklé, ačkoli Hans Holbein namaloval několik takových portrétů anglického krále Jindřicha VIII. a jeho královen, možná na králův pokyn. V umění pozdního středověku a rané renesance se vyvinul obtížnější tříčtvrteční pohled a umělci byli hrdí na to, že jej umějí používat; pro diváky v roce 1500 a později byla frontální póza spojena s obrazy ze středověkého náboženského umění a především s obrazy Krista.
Na tomto autoportrétu je Dürer výrazně vyzrálejší než na štrasburském autoportrétu z roku 1493 i na autoportrétu z roku 1498, který vytvořil po své první návštěvě Itálie. Na obou těchto dřívějších obrazech zdůraznil svůj módní účes a oděv a pohrával si se svým mladistvým vzhledem. Kolem roku 1500, kdy vzniklo toto dílo, bylo Dürerovi 28 let. Ve středověkém pojetí životních etap znamenalo 28 let přechod od mládí ke zralosti. Portrét tedy připomíná přelomový okamžik v umělcově životě i v tisíciletí: rok 1500, zobrazený uprostřed levého horního pole pozadí, je zde oslavován jako epochální. Umístění letopočtu 1500 nad iniciály jeho podpisu A. D. jim navíc dává další význam jako zkratce Anno Domini. Obraz mohl vzniknout jako součást oslavy saecula v kruhu renesančního humanistického učence Conrada Celtise, k němuž patřil i Dürer.

### Symbolika

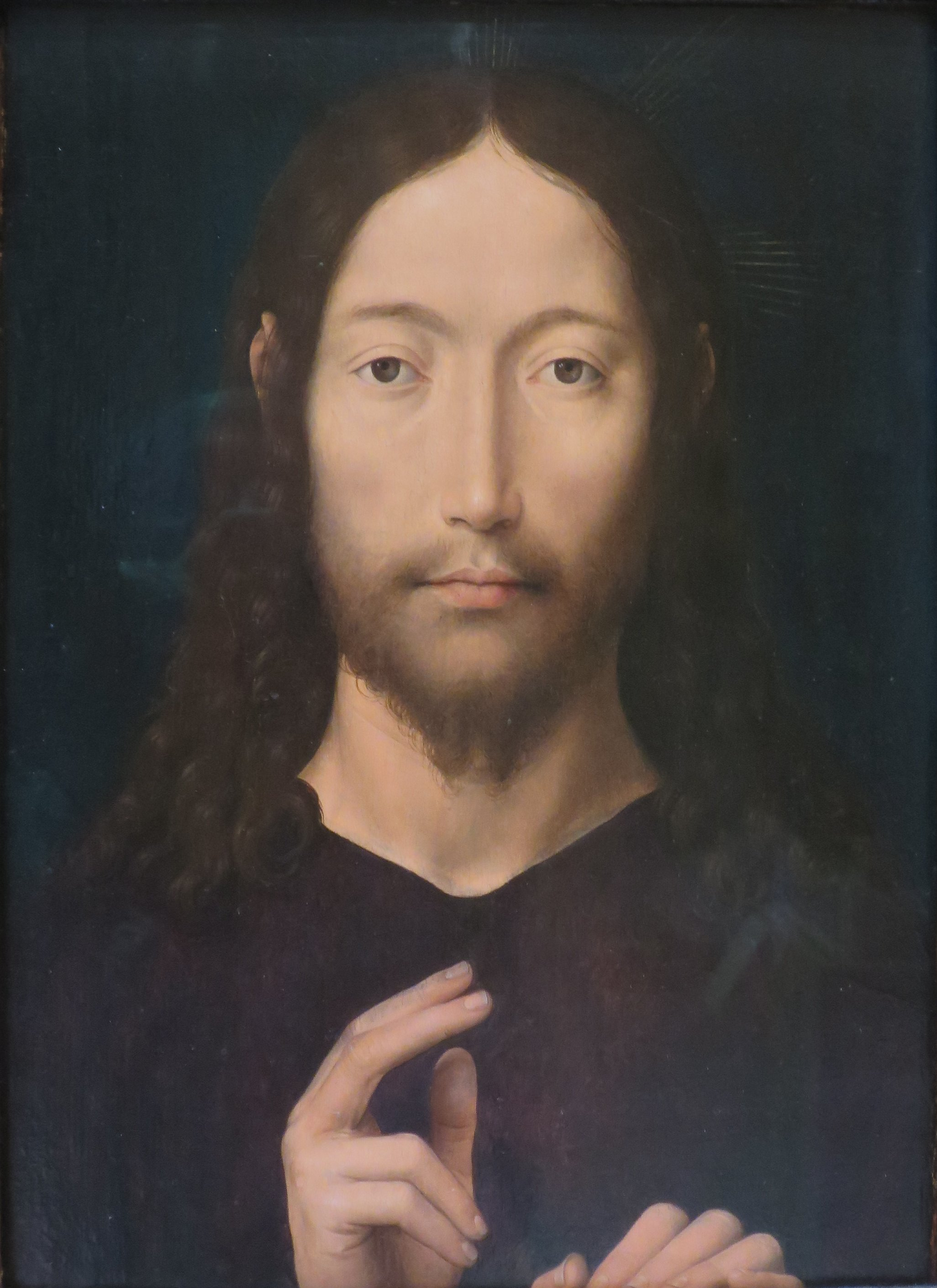
Žehnající Kristus od Hanse Memlinga, pozdní 15. století

Dürer se rozhodl pro přehnanou symetrii ve stylu, který neklamně připomíná obvyklá vyobrazení Krista. Dürer pravděpodobně věřil, že každý křesťan může být zobrazen jako napodobitel Krista. Latinský nápis na obraze, který sestavil Celtisův osobní sekretář, se překládá takto: „Já, Albrecht Dürer z Norimberka, jsem se zobrazil v přiměřených [nebo věčných] barvách ve věku dvaceti osmi let“. Další výklad tvrdí, že dílo je vyjádřením Dürerova přesvědčení, že jeho umělecké nadání je získal od samotného Boha. Historik umění Joseph Koerner napsal, že „vidět čelní podobiznu a dovnitř zahnutou levou ruku v podobě A a D jako ozvěnu monogramu zobrazeného vpravo ... nic, co vidíme na tomto Dürerovi, mu není podobné, monogram nemonogram“.

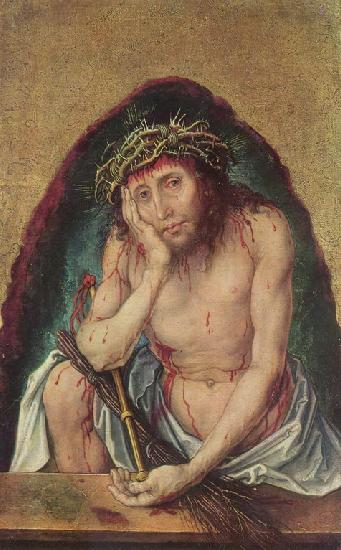
Kristus trpitel, nedatováno, pravděpodobně 1493–1494, Staatliche Kunsthalle, Karlsruhe.

Pozdní severské středověké umění často zobrazovalo Krista v symetrické póze hledící přímo z plátna, zejména pokud byl zobrazován jako „Salvator Mundi“ neboli Spasitel. Typicky byl zobrazován s krátkým plnovousem, knírem a hnědými rozčepýřenými vlasy. Dürer se takto ztvárnil a propůjčil si hnědé vlasy, přestože na jiných autoportrétech má vlasy zrzavé až blond. Obraz se natolik drží konvencí pozdně středověkého náboženského umění, že byl použit jako základ pro vyobrazení Krista v dřevorytu Sebalda Behama z roku 1520. Ten byl snad od počátku zamýšlen jako Dürerovo vyobrazení a až v pozdějším období se objevuje velice výrazný Dürerův monogram, ačkoli se zdá, že byl na panel přidán až o několik desetiletí později; většina odborníků jej až do 19. století uznávala jako Dürerův. V následujícím století byla tato tvář opět použita pro Krista, a to na obraze Kristus a žena přistižená při cizoložství z roku 1637 od Johanna Georga Vischera.
V podobných pózách a výrazech se Dürer představuje jak na kresbě Kristus trpitel z roku 1498, tak na kresbě uhlem Hlava mrtvého Krista z roku 1503. Oba jsou považovány za autoportréty, i když tak nejsou pojmenovány. Historici umění se však domnívají, že vzhledem k tomu, že se nápadně podobají jeho známým autoportrétům - včetně výrazných očí, úzkých úst s plným horním rtem a tvaru nosu i zářezu mezi rtem a nosem -, chtěl Dürer v těchto dílech zobrazit sám sebe.

### Provenience

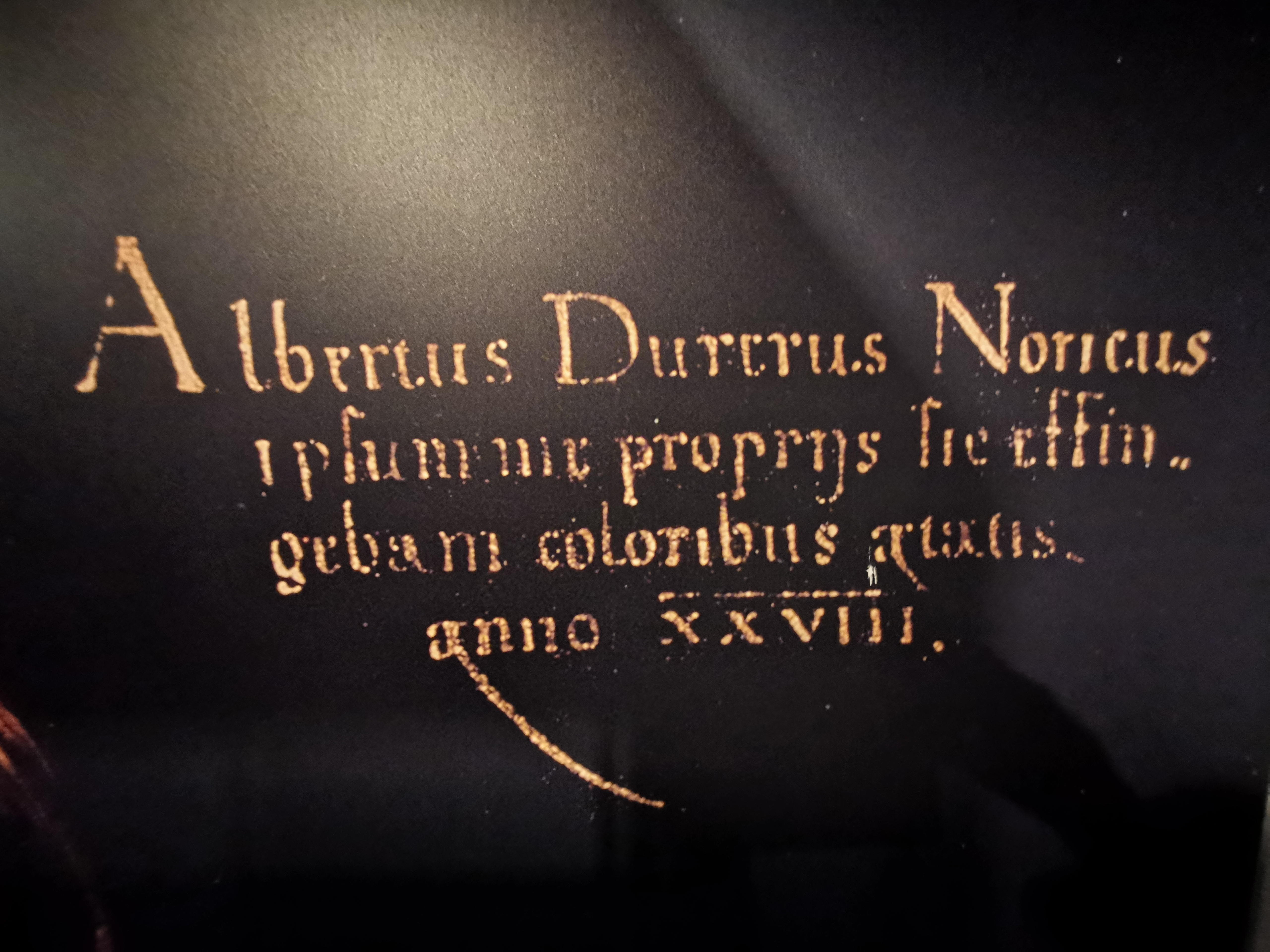
Detail nápisu nacházejícího z pohledu diváka vpravo vedle Dürerovy hlavy

Dürer portrét pravděpodobně daroval nebo prodal norimberské městské radě. Pravděpodobně byl v Norimberku vystavován nepřetržitě od doby těsně před Dürerovou smrtí v roce 1528 až do roku 1805, kdy byl prodán do bavorské královské sbírky. Nyní se nachází ve Staré pinakotéce v Mnichově.
Dürer si byl velmi vědom svého sebeobrazu a namaloval dva dřívější autoportréty: jeden v roce 1493, který je nyní v pařížském muzeu Louvre, a druhý v roce 1498, který je nyní v Museo del Prado. Autoportréty vkládal i do jiných obrazů a vytvářel autoportrétní kresby, ačkoli na žádné ze svých grafik se nezobrazoval. Dochovalo se nejméně dvanáct autoportrétů a také ztracený kvaš, který Dürer poslal Rafaelovi kolem roku 1515.

## Galerie

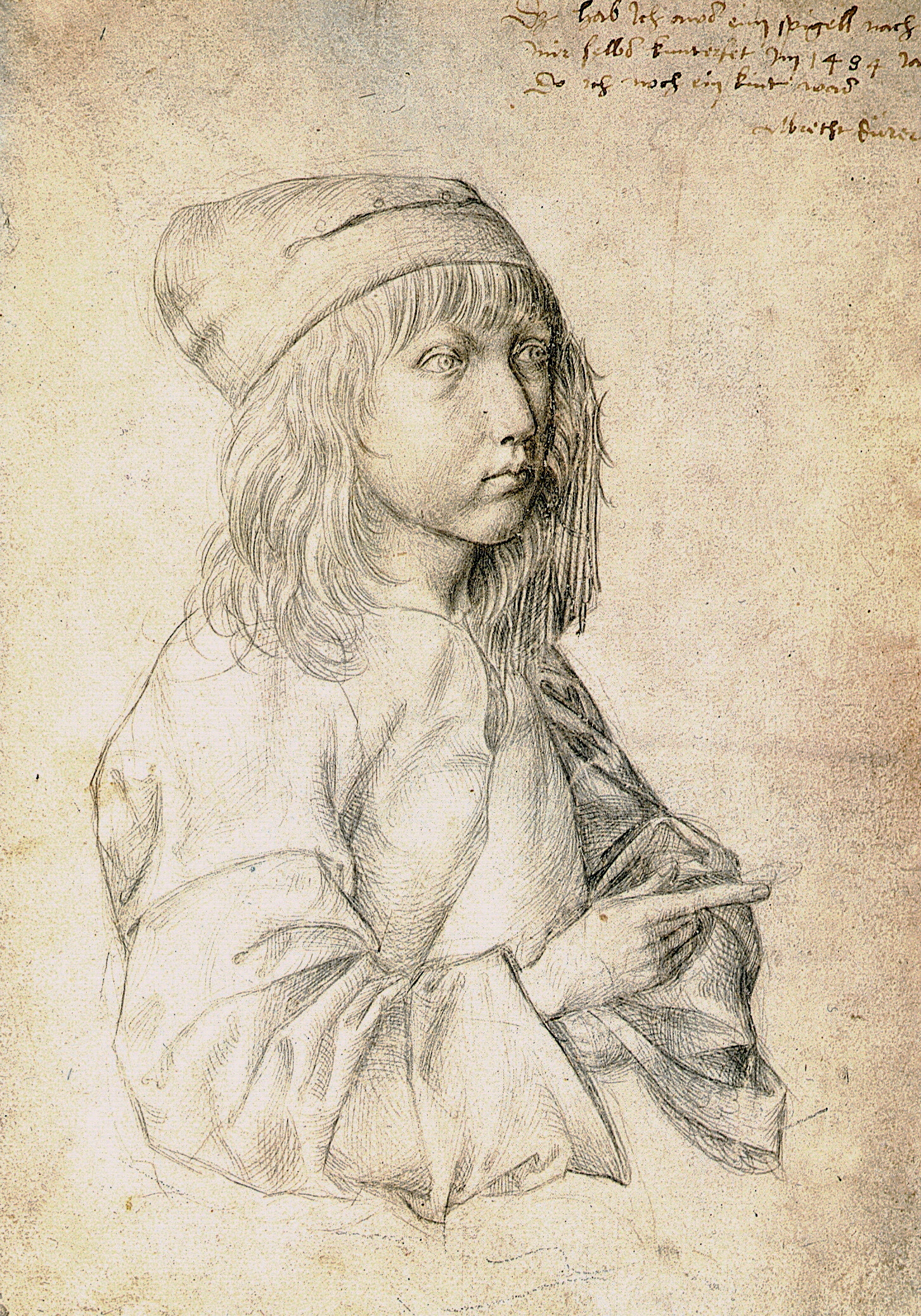
Autoportrét ve třinácti letech, 1484. Kresba technikou Silver point, Vídeň
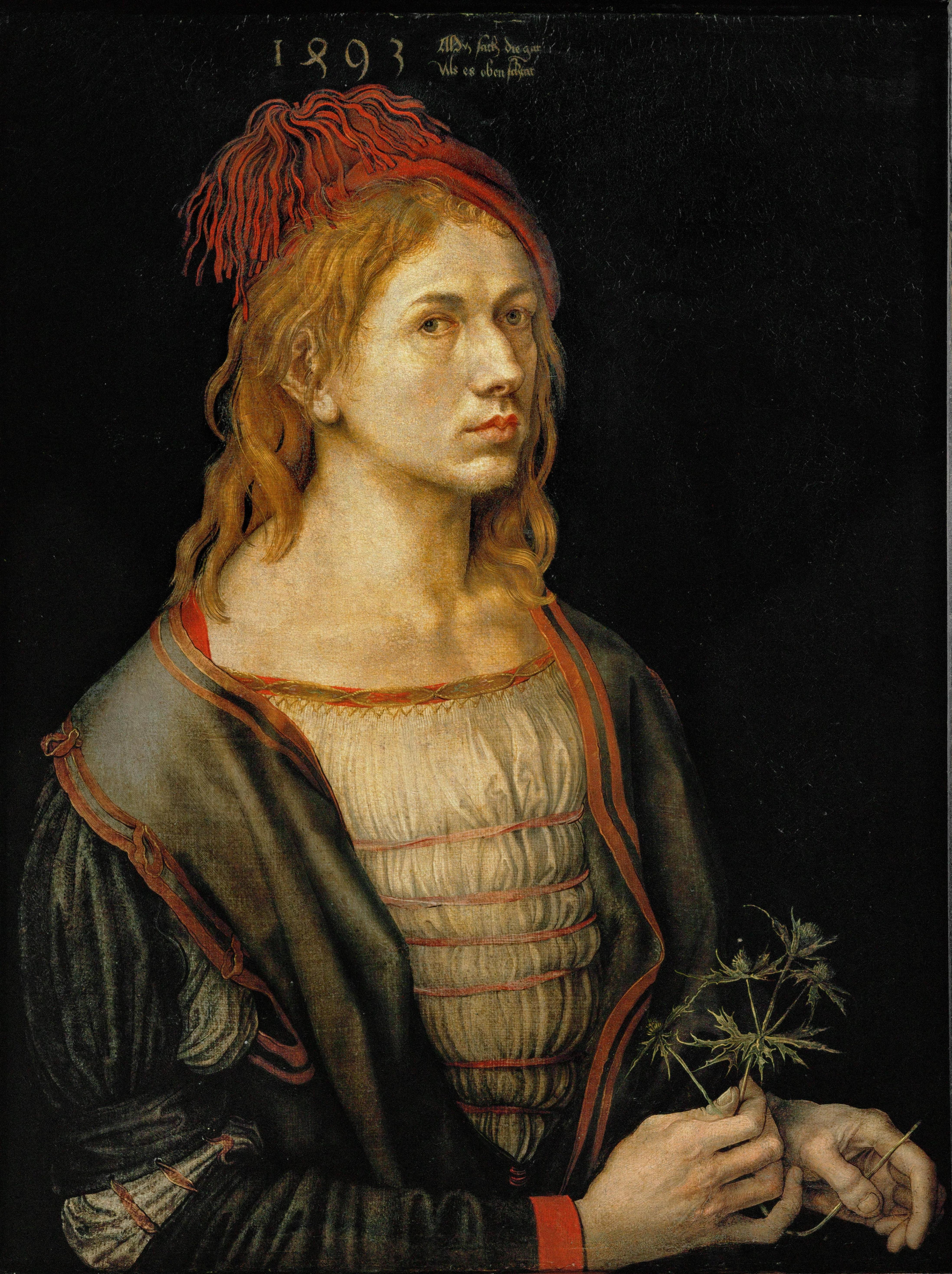
Autoportrét s bodlákem, 1493. Muzeum Louvre
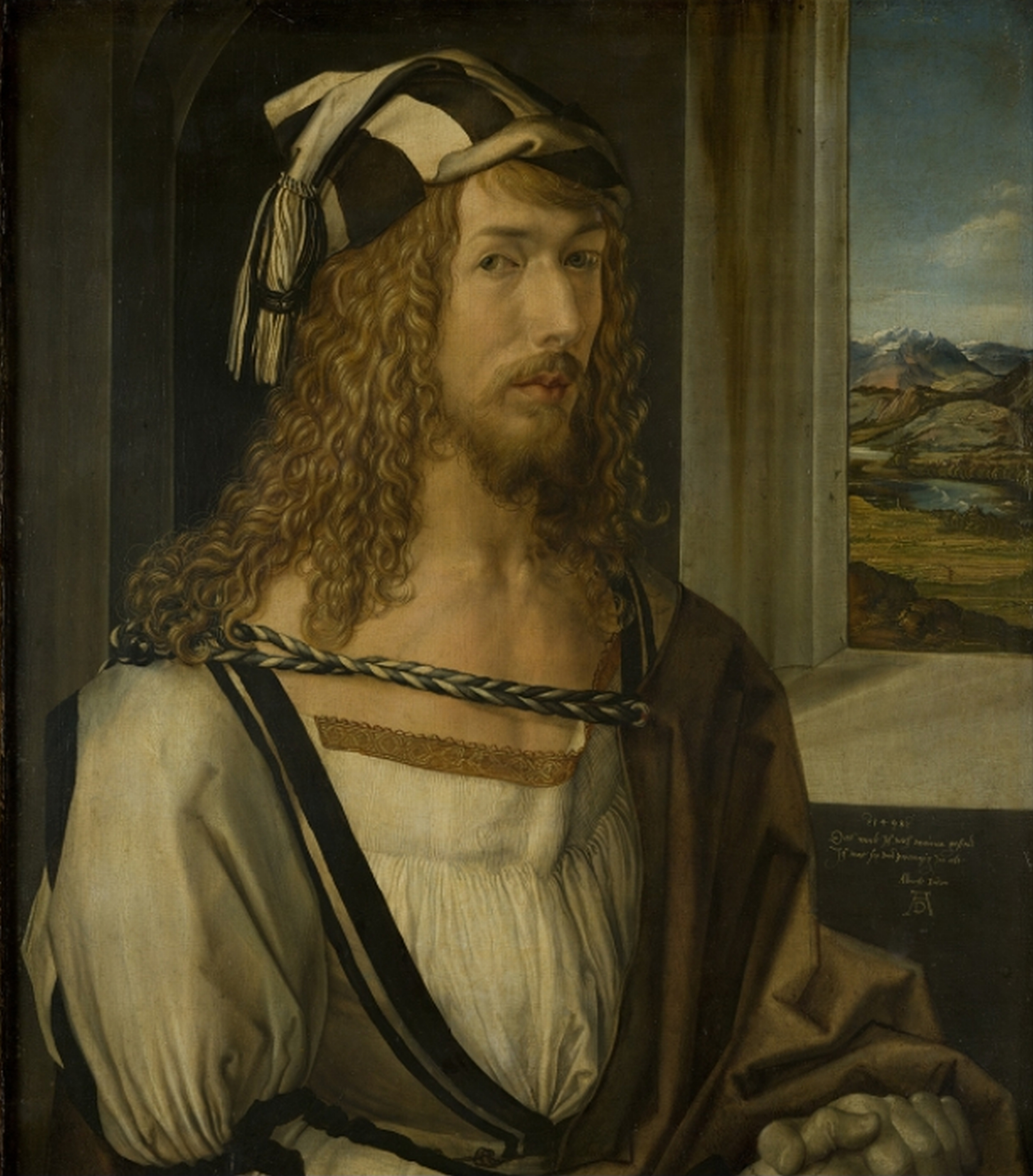
Autoportrét ve věku 26 let, 1498. Museo del Prado